# Lundi sans viande
Le lundi sans viande, ou Meat Free Monday, ou Meatless Monday, est une campagne internationale qui encourage à ne pas manger de viande le lundi, dans une perspective à la fois écologique, éthique et sanitaire.

## Histoire
L'initiative Meatless Monday a été lancée en 2003 par Sid Lerner en partenariat avec l'École de santé publique Johns Hopkins Bloomberg de Baltimore, aux États-Unis. Par la suite, elle a pris une ampleur internationale ; en 2019, elle est présente dans environ quarante pays.
Le mouvement Meat Free Monday a été lancé en 2009 par Paul McCartney et ses filles Mary et Stella ; il travaille avec les écoles, les universités ou les entreprises. Ils ont publié le livre de cuisine The Meat Free Monday Cookbook. En 2014, peu avant le Sommet sur le climat aux États-Unis, ils lancent une nouvelle campagne en ligne, soutenue par le ministre britannique Gregory Barker. Puis, quelques jours avant la Conférence de Bonn de 2017 sur les changements climatiques, Paul McCartney, en collaboration avec le réalisateur français Yann Arthus-Bertrand, sort la vidéo One Day A Week où est évoqué l'impact de l'élevage.
En Chine, le mouvement du « lundi sans viande » s'est aussi développé.
En France, le mouvement « Lundi vert » — qui est aussi relatif à la démarche enclenchée par le Meatless Monday et propose de ne manger ni viande ni poisson chaque lundi, — est lancé notamment à travers une tribune publiée dans le quotidien Le Monde en 2019 et signée par 500 personnalités (scientifiques, médiatiques ou membres du Parlement français) à l'initiative de Laurent Bègue, psychologue social et directeur de la Maison des sciences de l'Homme Alpes à Grenoble (au sein de l'Université Grenoble-Alpes) et Nicolas Treich, de l'INRA,. Cette opération comporte aussi un volet de recherche scientifique. À travers le site internet créé par les chercheurs, ceux-ci suivent et encouragent les inscrits à relever le défi chaque semaine, mais collectent aussi les données fournies par les volontaires inscrits afin d'étudier le changement d'alimentation,. Parmi les acteurs soutenant l'opération, se trouvent également des organisations non gouvernementales (ONG) dont Greenpeace et Sea Shepherd.
Le mouvement de sensibilisation a depuis été repris localement, par exemple au Québec ou en Nouvelle-Zélande.
Ces mouvements encouragent aussi bien l'action individuelle que collective, par exemple via les restaurants, les cantines scolaires, les cafétérias d'entreprise, les campus et même les hôpitaux.

## Objectifs
En ce qui concerne Meatless Monday, l'objectif d'un lundi sans viande est mis en relation avec les bienfaits sur la santé d'une moindre consommation de viande couplée avec la consommation de nourritures basées sur les végétaux propices à la santé, mais aussi avec la protection des paysages, de l'eau et la lutte contre le changement climatique.
Le « Lundi vert » lancé en France en 2019 par le Centre national de la recherche scientifique (CNRS) et l'Institut national de la recherche agronomique (Inra) comporte un objectif de recherche scientifique : les participants qui le souhaitent s'inscrivent sur un site internet dédié et renseignent chaque semaine le suivi de leur engagement de lundi sans viande ni poisson ; la récolte de données vise à l'étude du changement d'alimentation (motivations initiales des personnes, blocages, motivations dans la durée…) vers le végétarisme dans une large population et sur un temps assez long. En parallèle à cela, le « Lundi vert » correspond aussi à un engagement en faveur de la réduction de la consommation de viande au niveau de la société, en lien notamment avec des enjeux de protection de l'environnement, de santé humaine et de respect de la vie animale.

## Enjeux
En ce qui concerne l'environnement, la production de viande a davantage d'impact sur les ressources naturelles que la production de fruits et légumes. Par exemple, elle nécessite davantage d'eau, mais peut aussi avoir un impact en termes de déforestation selon les modes de production, car il peut, par exemple, y avoir pour certains animaux européens une consommation de tourteaux de soja produits en Amazonie. Au début du XXIe siècle, l'élevage fait aussi partie des secteurs globalement fortement émetteurs de gaz à effet de serre ; bien que des différences d'impact global existent selon les modes de production. Du côté du poisson, les enjeux sont notamment, au début du XXIe siècle, les pratiques de pêche ou de capture, une trop grande consommation de ressources, voire la surpêche dans certains cas.
En ce qui concerne le respect des animaux, différents enjeux existent, comme le bien-être animal ou le nombre d'animaux tués chaque année à des fins alimentaires dans le monde. Les modes de production, élevage intensif ou extensif, par exemple, font aussi partie des choix liés à ces enjeux, de même que les pratiques de pêche.
En matière de santé humaine, la consommation de moins de protéines animales dans certaines sociétés qui en surconsomment a un intérêt ; il peut y avoir aussi un rééquilibrage vers les protéines végétales.

## Critiques
Ces campagnes d'incitation à la réduction de la consommation de viande et poisson ont reçu des critiques. En ce qui concerne l'appel dans la tribune journalistique liée au « Lundi vert » en France, l'année de son lancement, le syndicat Confédération paysanne indique qu'il est stigmatisant pour les éleveurs d'animaux et qu'il ne prend notamment pas en compte l'effet important des choix des industriels et distributeurs sur l'organisation de l'élevage. Ce syndicat note aussi que l'appel ne prend pas en compte non plus l'élevage paysan et extensif, qui selon lui profitent à l'entretien de l'environnement, à la qualité de vie des animaux et aux territoires sur lesquels il est implanté, certaines zones agricoles spécifiques ne pouvant pas être cultivées mais peuvent être pâturées. Le chercheur Laurent Bègue a souligné de son côté que « même s’il ne l’indique pas clairement, l’appel promeut l’idée qu’on peut consommer moins de viande, mais de meilleure qualité en matières environnementale et de bien-être animal. Il y a plusieurs manières de consommer et de produire de la viande, et les modes industriels sont clairement ceux à réduire prioritairement ».
L'Association végétarienne de France, par la voix d'Élodie Vieille Blanchard, regrette la limite de l'objectif d'un seul jour végétarien par semaine, considérée comme insuffisante par rapport aux enjeux environnementaux, tout en soulignant tout de même « un pas dans la bonne direction ». Selon Élodie Vieille Blanchard, l'enjeu au niveau de la société est une division de cinq à dix fois de la consommation globale de viande et il devrait être pris en compte dans les politiques publiques.